# Franzis Kabisch
Franzis Kabisch, auch Franziska Kabisch, (geboren 1990 in Münster) ist eine deutsche Filmemacherin, Bildende Künstlerin und Autorin.

## Leben
Franzis Kabisch studierte von 2009 bis 2014 Bildende Kunst an der Hochschule für bildende Künste Hamburg, mit einem Auslandsjahr an der École nationale superieure des beaux-arts de Paris. Im Jahr 2014 nahm sie an der Akademie der bildenden Künste Wien ein Studium in Critical Studies auf. Sie unterrichtete bisher als freie Dozentin an der Universität zu Köln, der Filmuniversität Babelsberg Konrad Wolf und der Akademie der bildenden Künste Wien. Gegenwärtig promoviert sie an der Akademie der bildenden Künste Wien. Sie schreibt als Autorin für verschiedene Magazine, darunter für das Missy Magazine und An.schläge.

## Werk
Franzis Kabischs Thema sind gesellschaftliche Konventionen der Kommunikation und sexuelle Selbstbestimmung. Befasste sie sich in frühen Arbeiten mit soziolinguistischen Fragen, wie dem Verhältnis von Sprechen und Macht (Podium), wandte sie sich in Getty Abortions dem Verhältnis von Bild und Macht zu.
Sie versteht sich als künstlerisch Forschende. Ihre Arbeiten verschränken sich oft über mehrere Medienformate miteinander: So entwickelte sie aus dem Film Podium im Jahr 2014 eine 7-Kanal-Videoinstallation. Der Film selbst, der als unabhängiges Werk gezeigt werden kann, belegte einen der Kanäle. Gezeigt wird eine Podiumsdiskussion mit sechs Teilnehmenden, die nicht gleichzeitig auf einem Podium sitzen, sondern unabhängig voneinander gefilmt wurden. Aspekte von Sprache und Macht werden darin auch technisch aufgegriffen: Die diskutierenden Personen konnten mittels Fernbedienung die vorherigen Beiträge beeinflussen, so konnte etwa die Lautstärke oder Länge von Beiträgen geregelt werden.
Zusammen mit Magdalena Fischer, Sophie Utikal, Malu Blume and Ebru Düzgün als „Kollektiv Feige“ entwickelte sie im Jahr 2018 für YouTube die vierzehnteilige Webserie Liebe, Sex & Klartext, in der sich elf Jugendliche und junge Frauen zwischen 15 und 19 Jahren über weitverbreitete Mythen zu Geschlecht, Sexualität, Gender und Körper unterhalten. Sie entstand als Teil einer Kampagne zu sexueller Selbstbestimmung im Auftrag der Abteilung für Wiener Frauengesundheit der Stadt Wien sowie in Zusammenarbeit mit dem Museum für Verhütung und Schwangerschaftsabbruch und dem flash Mädchencafé.
Die Ausstellung Fictional Bodies That Matter im Kunstraum Necessaire, die 2023 im Rahmen des Independent Space Index Festivals gezeigt wurde, ist als Erweiterung von Kabischs im gleichen Jahr erschienenen Kurzdokumentarfilms Getty Abortions zu verstehen. Während der Film Aspekte der Reproduktion von Bildstereotypen über Abtreibungen in Unterhaltungs- und Nachrichtenmedien untersucht, thematisiert die Ausstellung darüber hinaus die Problematik von Software wie ChatGPT und KI-generierten Bildern, die Klischees über Frauen und Schwangerschaft vielfach reproduzieren.

## Preise und Auszeichnungen
- 2014: Intervideo-Nachwuchspreis, Kategorie „Freie Arbeiten“, für Ein Film[7]
- 2016: Theodor-Körner-Preis[8]
- 2017: Ö1 Talentestipendium[3]

für Getty Abortions
- 2023: Goldener Schlüssel in der Kategorie Kurzfilm, Dokfest Kassel[9]
- 2023: Goldene Taube Kurzfilm Deutscher Wettbewerb Dokumentarfilm, DOK Leipzig[10]
- 2023: Hauptpreis in der Kategorie Wagnis, Flensburger Kurzfilmtage[11]
- 2024: Publikumspreis Deutscher Wettbewerb, 40. Kurzfilm Festival Hamburg[12]
- 2024: Social Responsibility Award, Vienna Shorts[13]
- 2024: Lobende Erwähnung beim Doc Alliance Award der Docdays in Kiew[14]
- 2024: Candis-Preis für die beste deutsche Produktion, Internationale Kurzfilmwoche Regensburg[15]
- 2024: Bester populärwissenschaftlicher Kurzfilm, International Festival of Science Documentary Films Olomouc[16]
- 2024: Jury Award in der Kategorie Social beim Festival Sehsüchte Potsdam[17]
- 2024: Bester Film in der Kategorie Dokumentarfilm Studentischer Wettbewerb, Cinema Talks Graz[18]

## Filmografie (Auswahl)
- 2012: Ein Film (Kurz-Dokumentarfilm)
- 2015: Podium (Dokumentarfilm)
- 2016: Deklinationen: Can I inherit my Parents’ Debts
- 2023: Getty Abortions (Kurz-Dokumentarfilm)

## Ausstellungen
- 2023: Fictional bodies that matter, Kunstraum Necessaire, im Rahmen des Independent Space Index Festivals[6]

## Publikationen (Auswahl)

### Podcasts
- Schwangerschaftsabbruch: Wie Abtreibung in Filmen und Serien gezeigt wird. In: Deutschlandfunk Nova. 18. September 2020. Audio: gendermediathek.de
- Abtreibung ist WAS?! Jutta Dittfurth, Franzis Kabisch ver*rschen sich selbst – toxische Weiblichkeit. In: Julian Adrat: Adrats Podcast. Folge 139. 20. September 2022. Audio: adratspodcast.podigee.io

### Fachartikel
- Betonen, dass nichts betont werden muss. Über die Darstellung von Abtreibungen in Filmen und Serien und die Frage: Gibt es ‚positive Bilder‘? In: Anna Pritz, Rafaela Siegenthaler, Marion Thuswald (Hrsg.): „Bilder befragen. Begehren erkunden.“ In: Zeitschrift Kunst Medien Bildung. 1. September 2020. PDF
- Konflikte in der Beratung oder Beratung als Konflikt. Abtreibung und die § 219-Pflichtberatung in Film und Fernsehen. In: Eva Maria Lohner, Maika Böhm, Christiane Bomert, Katja Krolzik-Matthei (Hrsg.): Beratung bei ungewollter Schwangerschaft. Beiträge aus Forschung und Praxis (= Angewandte Sozialwissenschaft. Band 43). Psychosozial Verlag, Gießen 2024, ISBN 978-3-8379-3313-0, S. 235–256.
- treib, trieb, brich, brech, broch, bruch – Abtreibungen in Filmarchiven finden und finden. In: Dagmar Brunow, Katharina Müller (Hrsg.): Frauen und Film. Nr. 72: Archive. Aviva Verlag, Berlin 2024, ISBN 978-3-949302-25-1, S. 82 ff.